# Sally Go 'Round the Roses (versión de Donna Summer)
"Sally Go 'Round the Roses" es el sencillo debut de la cantante Donna Summer, acreditada como Donna Gaines. Es una versión de la exitosa canción del grupo The Jaynetts de 1963, escrita por las integrantes del grupo Lona Stevens y Zell Sanders y producida por el guitarrista Vince Melouney de los Bee Gees. Fue lanzado bajo el sello MCA y Decca en Europa. El sencillo no tuvo mucho éxito.